# Tavaux
Tavaux és un municipi francès situat al departament del Jura i a la regió de Borgonya - Franc Comtat. L'any 2007 tenia 4.056 habitants.

## Demografia

### Població
El 2007 la població de fet de Tavaux era de 4.056 persones. Hi havia 1.780 famílies de les quals 552 eren unipersonals (264 homes vivint sols i 288 dones vivint soles), 644 parelles sense fills, 472 parelles amb fills i 112 famílies monoparentals amb fills.
La població ha evolucionat segons el següent gràfic:
Habitants censats

### Habitatges
El 2007 hi havia 1.931 habitatges, 1.818 eren l'habitatge principal de la família, 10 eren segones residències i 103 estaven desocupats. 1.509 eren cases i 421 eren apartaments. Dels 1.818 habitatges principals, 1.141 estaven ocupats pels seus propietaris, 638 estaven llogats i ocupats pels llogaters i 39 estaven cedits a títol gratuït; 8 tenien una cambra, 68 en tenien dues, 286 en tenien tres, 641 en tenien quatre i 815 en tenien cinc o més. 1.356 habitatges disposaven pel capbaix d'una plaça de pàrquing. A 866 habitatges hi havia un automòbil i a 790 n'hi havia dos o més.

### Piràmide de població
La piràmide de població per edats i sexe el 2009 era:
| Homes | Edats   | Dones |
| ----- | ------- | ----- |
| 4     | 95 o +  | 0     |
| 0     | 90 a 94 | 12    |
| 12    | 85 a 89 | 24    |
| 28    | 80 a 84 | 20    |
| 72    | 75 a 79 | 56    |
| 100   | 70 a 74 | 148   |
| 120   | 65 a 69 | 148   |
| 108   | 60 a 64 | 108   |
| 112   | 55 a 59 | 96    |
| 164   | 50 a 54 | 132   |
| 144   | 45 a 49 | 148   |
| 208   | 40 a 44 | 164   |
| 156   | 35 a 39 | 176   |
| 128   | 30 a 34 | 188   |
| 156   | 25 a 29 | 116   |
| 60    | 20 a 24 | 72    |
| 164   | 15 a 19 | 148   |
| 156   | 10 a 14 | 156   |
| 164   | 5 a 9   | 168   |
| 96    | 0 a 4   | 88    |

## Economia
El 2007 la població en edat de treballar era de 2.536 persones, 1.915 eren actives i 621 eren inactives. De les 1.915 persones actives 1.773 estaven ocupades (968 homes i 805 dones) i 142 estaven aturades (69 homes i 73 dones). De les 621 persones inactives 239 estaven jubilades, 185 estaven estudiant i 197 estaven classificades com a «altres inactius».

### Ingressos
El 2009 a Tavaux hi havia 1.795 unitats fiscals que integraven 4.227 persones, la mediana anual d'ingressos fiscals per persona era de 19.296 €.

### Activitats econòmiques
Dels 170 establiments que hi havia el 2007, 1 era d'una empresa extractiva, 4 d'empreses alimentàries, 2 d'empreses de fabricació de material elèctric, 13 d'empreses de fabricació d'altres productes industrials, 33 d'empreses de construcció, 37 d'empreses de comerç i reparació d'automòbils, 15 d'empreses de transport, 7 d'empreses d'hostatgeria i restauració, 7 d'empreses financeres, 4 d'empreses immobiliàries, 17 d'empreses de serveis, 12 d'entitats de l'administració pública i 18 d'empreses classificades com a «altres activitats de serveis».
Dels 61 establiments de servei als particulars que hi havia el 2009, 1 era una gendarmeria, 1 oficina de correu, 5 oficines bancàries, 1 funerària, 5 tallers de reparació d'automòbils i de material agrícola, 1 taller d'inspecció tècnica de vehicles, 2 autoescoles, 3 paletes, 7 guixaires pintors, 3 fusteries, 3 lampisteries, 6 electricistes, 4 empreses de construcció, 7 perruqueries, 1 veterinari, 4 restaurants, 3 agències immobiliàries, 1 tintoreria i 3 salons de bellesa.
Dels 14 establiments comercials que hi havia el 2009, 1 era un hipermercat, 1 un supermercat, 3 fleques, 3 carnisseries, 1 una peixateria, 1 una sabateria, 2 drogueries i 2 floristeries.
L'any 2000 a Tavaux hi havia 10 explotacions agrícoles.

## Equipaments sanitaris i escolars
El 2009 hi havia 1 psiquiàtric, 2 centres de salut, 2 farmàcies i 1 ambulància.
El 2009 hi havia 3 escoles maternals i 3 escoles elementals. Tavaux disposava d'un col·legi d'educació secundària amb 327 alumnes.

## Poblacions més properes
El següent diagrama mostra les poblacions més properes.